# Gary Dempsey
Pour les articles homonymes, voir Dempsey.
Gary Dempsey est un footballeur irlandais né le 15 janvier 1981 à Wexford. Il joue au poste de milieu de terrain.

## Carrière
| saison    | club             | pays                 | matchs | buts |
| --------- | ---------------- | -------------------- | ------ | ---- |
|           | Everton          | Angleterre           |        |      |
|           | Bray Wanderers   | République d'Irlande |        |      |
|           | Waterford United | République d'Irlande |        |      |
| 2001-2005 | Dunfermline      | Écosse               | 80     | (7)  |
| 2005-???? | Aberdeen FC      | Écosse               | 34     | (1)  |